# رافاييل غاوتشو
رافاييل غاوتشو (بالبرتغالية: Rafael Pompeo Rodrigues Ledesma‏) هو لاعب كرة قدم برازيلي في مركز الهجوم، ولد في 31 ديسمبر 1982 في بورتو أليغري في البرازيل. لعب مع أتلتيكو مينيرو وإستريلا دا أمادورا ودينامو مينسك وسلايما واندريرز وغزيرا يونايتد ونادي أكاديميكا كويمبرا ونادي بارتيزان مينسك ونادي بانيفيزيس ونادي بيركيركارا ونادي جوفنتودي ونادي سودوفا ماريامبوله ونادي فاليتا ونادي فلامنغو ونادي فيتيبسك ونادي كاوناس ونادي يلغافا.

## وصلات خارجية
- رافاييل غاوتشو على موقع قاعدة بيانات كرة القدم.إي يو (الإنجليزية)
- رافاييل غاوتشو على موقع Soccerway.com (الإنجليزية)